# Chursy
Chursy [ˈxursɨ] est un village polonais de la gmina de Nurzec-Stacja dans le powiat de Siemiatycze et dans la voïvodie de Podlachie. Il se situe à environ 4 kilomètres au nord-est de Nurzec-Stacja, à 19  kilomètres à l'est de Siemiatycze et à 71 kilomètres au sud de Białystok. 